# Ritratto di Cosimo il Vecchio

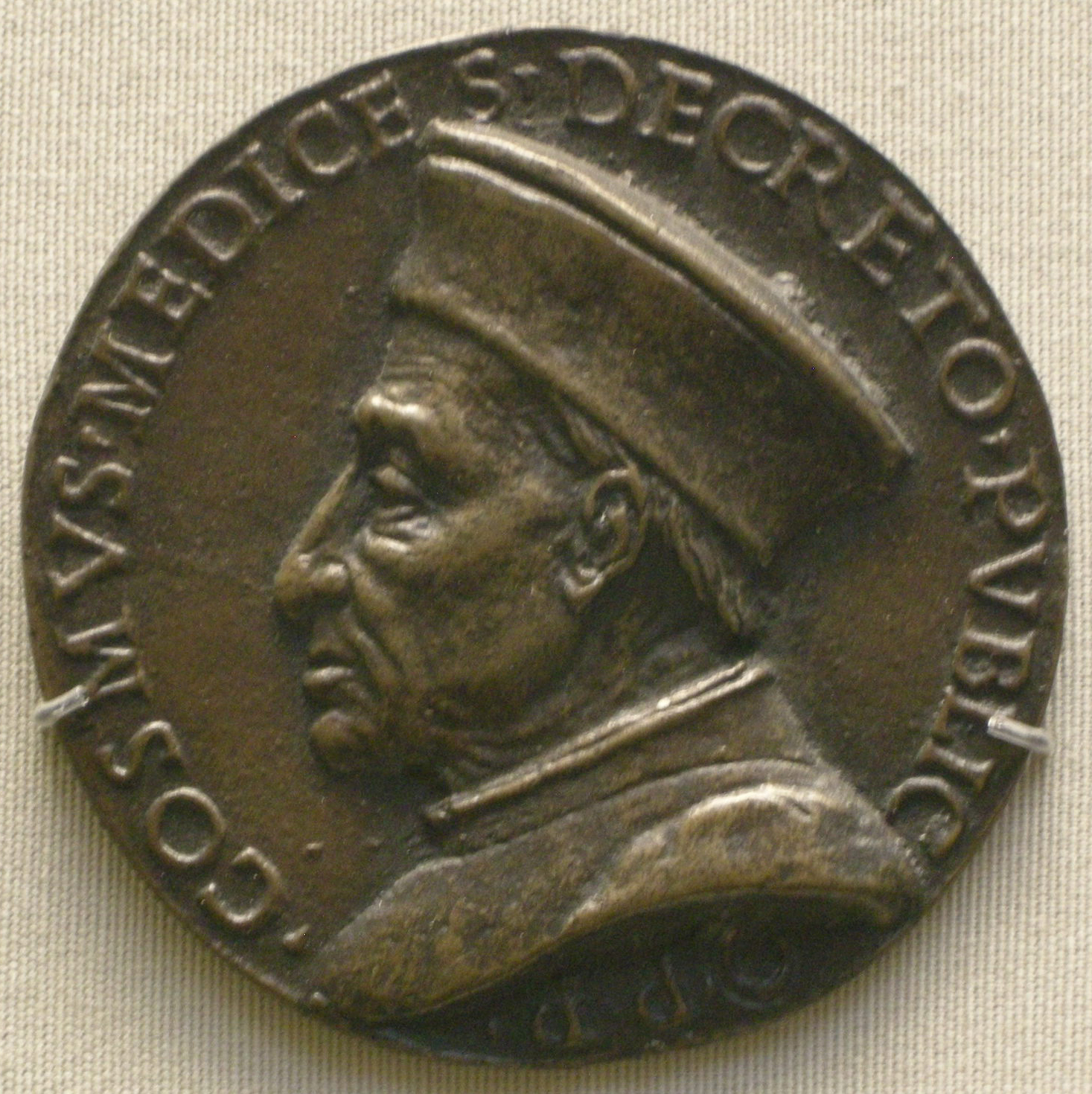
Artista fiorentino, medaglia di Cosimo il Vecchio (1465-1469 circa)

Il Ritratto di Cosimo il Vecchio è un dipinto a olio su tavola (90x72 cm) di Pontormo, databile al 1519-1520 circa e conservato negli Uffizi di Firenze.

## Storia
L'opera venne dipinta per Goro Gheri in omaggio al capostipite delle fortune di casa Medici, morto più di cinquant'anni prima, nel 1464. Il Gheri era responsabile dal settembre 1519 dell'amministrazione straordinaria di Firenze e la sua carriera era iniziata come segretario di Lorenzo duca d'Urbino, deceduto a maggio e ultimo rappresentante del ramo principale, detto "di Cafaggiolo", della casata; l'opera dovette nascere quindi in un momento assai critico per la dinastia medicea ed è possibile che fosse stato lo stesso papa Leone X, al secolo Giovanni de' Medici, a richiederla. A giugno infatti nacque un nuovo erede maschio, figlio di Giovanni delle Bande Nere (esponente del ramo "popolano") e di Maria Salviati (figlia della sorella del papa, Lucrezia), che non a caso venne proprio chiamato Cosimo.
Con questa opera Pontormo entrò nella cerchia medicea: il dipinto si trovava nelle collezioni di Ottaviano de' Medici e confluì in quelle di suo figlio Alessandro; proprio Ottaviano lo incaricò, subito dopo, di prendere parte alla decorazione del salone nella villa di Poggio a Caiano.
Nel 1585 fu copiato da Alessandro Pieroni per la Serie gioviana e ne esiste un'altra copia, del solo volto, del Bronzino, fatta per una galleria di ritratti medicei oggi nel Corridoio vasariano. Freedberg ipotizzò che il dipinto avesse un pendant col ritratto di Piero il Gottoso con il profilo verso destra, portando come unica prova uno studio nella Corsiniana (124-162 r)

## Descrizione e stile
Cosimo de' Medici è ritratto di profilo, ispirandosi all'unico ritratto esistente, la medaglia quattrocentesca di anonimo artista fiorentino. Il busto è ruotato verso lo spettatore ed è allungato, stretto nella spazialità assottigliata tra il sedile (dove è riportato il nome dell'effigiato, COS[I]M[U]S MED/ICES P[ATER] P[ATRIAE] P[ARENS]) e il primo piano. Indossa la berretta di pesante lana rossa e un abito dello stesso materiale, dall'accentuata volumetria e con il trattamento nordico delle pieghe, accese di bagliori e riflessi vellutati. Le mani sono espressivamente strette l'una all'altra.
A sinistra si trova una rappresentazione allegorica: il ramo spezzato d'alloro, pianta spesso usata come simbolo della dinastia medicea sin da quando fu portata agli splendori da Lorenzo il Magnifico/Laurentius/Laurus, allude all'estinzione dei filone principale della casata, ma un nuovo virgulto allude alla vitalità e al rinnovamento della stirpe. Un cartiglio è complicatamente arrotolato sul ramo e vi si legge un brano dall'Eneide (VI, 143): UNO AVULSO NON DEFICIT ALTER, a ribadire come un ramo spezzato non indebolisca l'altro.

## Curiosità
L'opera è citata da Carlo Emilio Gadda nel libro Quer Pasticciaccio Brutto de via Merulana: "La vecchia, la Migliarini Veronica, si stava ingobbita sulla sedia, impietrata in una rimemorazione degli evi che s’erano viceversa dissolti nella non-memoria: teneva una mano in una mano, da parer Còsimo pater patriae nel cosiddetto ritratto del Pontormo: pelle secca di lucertola, in viso, e la immobilità rugosa di un fossile." 
Fonte: Carlo Emilio Gadda, Quer pasticciaccio brutto de via Merulana, ed. Garzanti 2002 - terza ristampa - pag. 262.